# Nemoc z povolání
Nemoc z povolání je taková nemoc, kdy chorobné změny na zdraví, které plynou z této nemoci, jsou v přímé souvislosti s výkonem povolání, tedy kdy se dá výkon povolání označit za jednoznačnou příčinu této nemoci.

## Nemoc z povolání v právu
Platná právní definice nemoci z povolání je obsažena v § 1 odst. 1 nařízení vlády č. 290/1995 Sb.: „Nemoci z povolání jsou nemoci vznikající nepříznivým působením chemických, fyzikálních, biologických nebo jiných škodlivých vlivů, pokud vznikly za podmínek uvedených v seznamu nemocí z povolání. Nemocí z povolání se rozumí též akutní otrava vznikající nepříznivým působením chemických látek.“
Výčet nemocí z povolání uvádí příloha nařízení vlády č. 290/1995 Sb. Od 1. ledna 2017 měla být problematika nemocí z povolání upravena zákonem č. 266/2006 Sb., o úrazovém pojištění zaměstnanců, který byl však zrušen zákonem č. 205/2015 Sb. V Mezinárodní klasifikaci nemocí není nemocem z povolání vyhrazen zvláštní oddíl, neboť nemoci z povolání jsou právnická, nikoliv medicínská kategorie.
Nemoc za nemoc z povolání uznávají k tomu Ministerstvem zdravotnictví ČR ustanovená zdravotnická zařízení. Nesouhlasí-li postižený s obsahem posudku, může se proti němu odvolat.

## Charakter nemoci z povolání a příbuzné pojmy
Nemoc z povolání může mít charakter jak trvalý (chronický), tak charakter dočasný. V případě dočasného charakteru mizí chorobné změny buď léčbou nebo již pouhým opuštěním vykonávaného povolání. V případě trvalého (chronického) charakteru je na zvážení zaměstnance vykonávajícího rizikové povolání, zda je pro něj vhodné či žádoucí, aby i nadále pokračoval ve výkonu povolání, což je stejné rozhodování zrovna tak jako u jiných příčin nemocí (nevhodné prostředí, životospráva, nevyhovující mezilidské vztahy).
Nemoc z povolání je charakterizována tělesnými klinickými příznaky a změnami, nezohledňují se změny vzniklé při duševní práci. S problematikou nemocí z povolání však úzce souvisí právě u duševní práce vznikající takzvaná „profesionální deformace“, kdy se jedná o jednostranné uplatňování návyků nebo způsobů jednání z povolání a jejich následné přenášení do situací běžného života. Tento jev lze sledovat například u vedoucích pracovníků nebo členů ozbrojených složek. Úzce související s nemocí z povolání je také syndrom vyhoření u pomáhajících profesí a především pracovní úrazy (poskytování náhrady újmy na zdraví).

## Praktické příklady
- Onemocnění karpálního tunelu u jednostranně zatížených manuálně pracujících.
- Neurologická onemocnění u pracujících s pneumatickým kladivem.
- Onemocnění po dlouhodobé práci s chemickými látkami.

### Právní předpisy
- zákon č. 262/2006 Sb., zákoník práce
- nařízení vlády č. 290/1995 Sb., kterým se stanoví seznam nemocí z povolání
- vyhláška č. 104/2012 Sb., o posuzování nemocí z povolání